# Nachal Micha
Nachal Micha (hebrejsky: נחל מיכה) je vádí v pahorkatině Šefela v Izraeli.
Začíná v nadmořské výšce přes 300 metrů severně od vesnice Zecharja, v řídce zalidněné turisticky využívané krajině. Směřuje pak k západu mírně zvlněnou krajinou. Na jižním okraji vesnice Sdot Micha ústí zprava do toku Nachal ha-Ela.